# Cordoș
Cordoș – wieś w Rumunii, w okręgu Marusza, w gminie Chețani. W 2011 roku liczyła 47 mieszkańców.